# 試走 (オートレース)
試走（しそう）とは、オートレースの選手紹介を兼ねた模擬走行（競艇の周回展示に相当）である。

## 概要
オートレースでは前の競走が終了した後（第1競走だけは試走開始時刻が設定されており、何らかの問題が無い限りその時刻から開始される）に、次の競走に出場する選手の紹介を兼ね、枠順通り走路上に登場し3周回模擬走行を行う。最後の1周回、ゴール線上において青旗の合図により各選手全力で走行することが義務付けられており、その周回のゴール線からゴール線までの1周500mに要した時間を5で除した100mあたりの平均時間(小数点以下第2位までの秒数)が「試走タイム」として公表される。また、「競走タイム」は、スタートからゴールするまでに要したタイムを競走距離（ハンデも含む）で割って100mあたりの平均タイムを出したもの。
観客は、この試走での動きとタイムを見て選手の競走車の調子を判断することになる。しかし、タイムだけでは判断の材料としては不足であるともいわれる。選手の中には試走では若干手を抜き、本走（本番の競走を指す）で本気を出すという者がいたり、試走時と本走時に気候や走路状態が変化することもあるからである。また、先頭を走る1号車の選手は前に目標が無いため後続の選手より若干タイムが劣る場合がある。

## 再試走
以下の理由で、審判より再試走の指示が出されることがある。
1. 試走でのスベリや何らかの事情により明らかに当該選手のタイムが通常より著しく悪い場合
2. 試走時に内線突破・外線突破などの反則をしてしまった場合
3. 競走場を問わず良走路における直近10走の平均タイム（小数点第3位を四捨五入）を基準タイムとし、そのタイムを達成できなかった場合

審判より再試走を命じられた選手のみがピットから再び走路に出てきて、本試走と同様に走行する。再試走は1回限りで、1回目のタイムより2回目のタイムの方が遅かった場合は「タイムダウン」の罰則が適用され失格・欠車となる。
以前は、何らかの事情により選手が納得いく試走タイムが出なかった場合は、選手申し出による再試走を行う事ができたが、現在は審判からの指示のみとなり選手申し出による再試走は出来ない。

## 罰則
試走タイムは全力走行状態で計測されるのに対し、競走タイムは停止状態で計測が開始されるため、試走タイムは競走タイムより通常は早いタイムとなるが、試走タイムと競走タイムの差が0.02秒以内の場合は試走戒告となる（例：試走タイム3.40だった場合、競走タイム3.43だったらセーフ、競走タイム3.42だったら試走戒告）。ただし、湿走路や斑走路など走路状況が変化する走路の場合、公平にタイムを出すことができないので良走路の場合に限る。
試走に関する罰則は以下の通り
- 試走戒告
  - 6走中2回取られると翌日出場できるが、後日（1日）出場が規制される。また、同節で2回取られると勝ち上がり権利がなくなる。
- タイムアップ
  - 良走路において3着以内に入り試走タイムより競走タイムの方が早かった場合は「タイムアップ」の罰則が適用され当該選手は当節および次節の出場を規制される（ただしタイムアップとなった競走の着は入線通りの確定となる）。
- 試走中他の選手を落車させた場合
  - 翌日出場できるが、後日（1日）出場が規制される

## 試走タイム公表
試走タイムはかねてから公表されていたものと思われがちだが、意外とその歴史は浅く、最初に公表されたのは1987年3月31日の第1回スーパースター王座決定戦で、全国で公表されたのは同年10月7日の第19回日本選手権オートレースが初である。それ以前は試走は前走とも呼ばれ、各予想屋が独自にタイムを計測し発表していた。